# Васудэва II

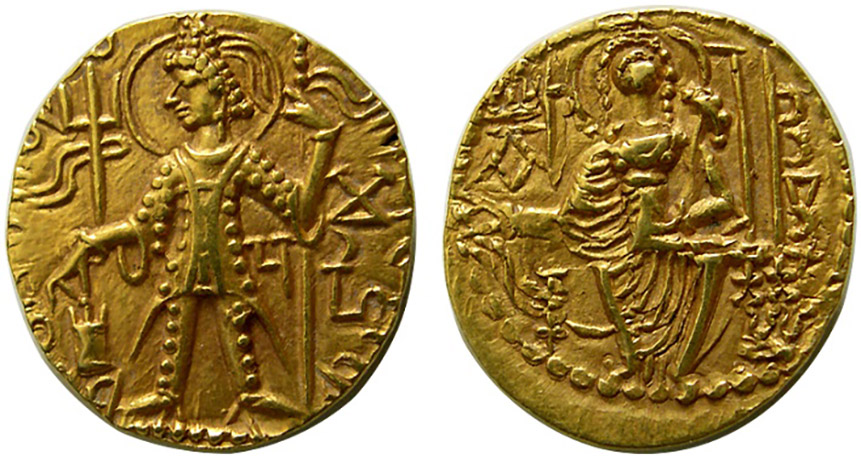
Васудэва II. Золотой динар в «кушанском стиле». Диаметр 19 мм, вес 7,67 гр. Лицевая сторона: Царь в конической короне и нимбом опирается на копье и приносит жертву на алтарь. Оборотная сторона: Богиня плодородия Ардохш (Ардохшо) держит диадему и рог изобилия.

Васудэва II — по некоторым предположениям один из правителей Кушанского царства, унаследовавший власть от Канишки III либо непосредственно от Васудэвы I. О времени его правления также ведутся дискуссии. Он получил образование благодаря своей матери Бханумати. 
Существование Васудэвы II, Канишки III и тот факт, что Канишка III «разделяет» правление царей с именем «Васудэва» признается не всеми исследователями. Более того, между Васудэвой I и Васудэвой II некоторые историки включают ещё нескольких кушанских царей.
По мнению отдельных историков Васудэва II мог править в первой половине III в. н. э. Не исключено, что именно Васудэва II отправил посольство ко двору китайского императора в январе 230 г. н. э. По другим данным, Васудэва II мог править в 290—310 г. н. э. или в 270—310 г. н. э., а посольство ко двору Вэй отправил Васудэва I (см. Версия о нескольких царях с именем «Васудэва»).
Васудэва II — вероятный кандидат на роль царя юэчжей (кушан), получивший в древнекитайских хрониках имя «Бодяо» («Подяо» по Л. А. Боровковой, или «Бо-дюо» по Б. Я. Ставискому). Согласно китайским хроникам, в январе 230 г. н. э. ко двору Вэй прибывает посол от кушанского царя, которого китайцы знали под именем Бодяо (китайская транскрипция имени «Васудэва»). Посол искал союзников в лице китайских императоров от Сасанидов.
В нумизматике выделяются две группы монет с именем «Васудэва», имеющих отличия друг от друга. На монетах первого типа, приписываемых, чаще всего, Васудэве I, изображен царь, на обратной стороне — бог Шива с быком Нандином. На монетах второго типа, приписываемых, чаще всего, Васудэве II, изображен царь, на обратной стороне — богиня плодородия Ардохш (Ардохшо). Имеются также стилистические расхождения в отображении царя и других элементов монеты. Это позволяет говорить либо о двух фазах чеканки монет царя с именем «Васудэва» либо о наличии двух царей с аналогичным именем. Высказано также мнение о том, что Васудэвы II как реальной личности могло и не быть, а различия в чекане монет с именем «Васудэва» объясняются тем, что некий правитель выпустил золотые монеты с подражанием чекану Васудэвы I.
Религиозные предпочтения Васудэвы II как и Васудэвы I — индуизм. Принятие Васудэвой II типично индийского имени свидетельствует о существенной степени индоизации кушанских правителей конца II — начала III в. н. э. После Васудэвы II Кушанская империя утрачивает могущество вместе с утратой территорий Северной Индии. На этих землях возникают независимые индийские царства.